# Louise de France
Cet article concerne la fille de Louis XV. Pour la fille de François Ier du même nom, voir Louise de France (1515-1518).
Louise-Marie de France, née le 15 juillet 1737 à Versailles et morte le 23 décembre 1787 à Saint-Denis,
dite Madame Louise, Madame Dernière, ou Madame Huitième, est la plus jeune des enfants de Louis XV et de Marie Leszczyńska. Elle est appelée Madame Louise après son baptême en 1747. Elle entre au Carmel en 1770 sous le nom de Thérèse de Saint-Augustin, et y prend la charge de maîtresse des novices puis d'économe. Elle est élue prieure à trois reprises. Décédée en 1787, elle est déclarée vénérable en 1873.

## Biographie

### La Fille du roi
Louise-Marie de France est née le 15 juillet 1737 à Versailles.
Elle est la dixième enfant que la reine, âgée de 34 ans, met au monde. Les médecins assurent à la souveraine qu'un autre accouchement pourrait lui être fatal. La reine qui a peur de perdre les bonnes grâces de son mari, qui n'a que 27 ans et est toujours ardent, préfère taire les mises en garde du médecin mais refuse peu à peu sa porte au roi.
C'est aussi l'époque où Louis XV affiche sa première favorite sous le regard résigné mais indulgent de son « principal ministre » et ancien précepteur le cardinal de Fleury, qui ne connaît que trop les principaux défauts de caractère du roi : la timidité maladive et la propension à l'ennui.
Le roi délaisse la reine, et à ceux qui l'interrogent sur une onzième grossesse de la reine, il répond que le nourrisson sera « Madame Dernière ». Louise-Marie de France fut appelée Madame huitième puis, à partir de son baptême, Madame Louise.
En 1738, peut-être par mesure d'économie, les quatre plus jeunes Mesdames de France sont confiées à la prestigieuse Abbaye de Fontevraud, Maison-mère de l'Ordre de Fontevraud dont l'abbesse, toujours une dame de haute naissance, est chargée par Louis XV de l'éducation des filles de France. C'est à cette tâche que se consacreront Louise-Françoise de Rochechouart puis Louise-Claire de Montmorency.
Madame Louise s'y fait remarquer par son esprit, mais aussi par l'orgueil que lui inspire son rang. Encore enfant, elle n'hésite pas à réclamer que les personnes à son service se lèvent quand elle entre dans une pièce parce qu'elle est, dit-elle, « la fille de votre roi ». À quoi il lui est répondu par sa préceptrice : « Et moi, Madame, je suis la fille de votre Dieu. ».
Elle est baptisée dans la religion catholique avec pour parrain François Marc Antoine de Bussy et pour marraine Marie-Louise Bailly-Adenet.
C'est à Fontevraud que les filles du roi apprennent le mariage de leur sœur aînée, Madame Élisabeth avec l'infant Philippe d'Espagne puis, quelques années plus tard, celui de leur unique frère Louis avec l'infante Marie-Thérèse, sœur de l'infant Philippe, la naissance de leur nièce, la mort de leur jeune belle-sœur et le remariage de leur frère. Pendant ce temps, la France est en guerre et remporte nombre de victoire aux Pays-Bas autrichiens.
En 1744, sa sœur Madame Thérèse meurt à l'âge de 8 ans sans avoir revu la cour ni ses parents qu'elle avait quittés à l'âge de deux ans. Le couple royal ne pouvant quitter Versailles pour des raisons d'étiquette et de coût, le roi commande à Nattier les portraits de ses trois filles survivantes.
En 1748, Madame Victoire, âgée de 15 ans, quitte Fontevraud pour retourner à Versailles. Louise-Marie, âgée de 11 ans, termine son éducation en compagnie de son autre sœur, la timide Madame Sophie, 14 ans. Le Traité d'Aix-la-Chapelle redonne la paix à l'Europe, la France rend ses conquêtes tandis que le gendre du roi reçoit le Duché de Parme. Louis XV, qui s'est aliéné la cour en prenant pour favorite une bourgeoise, devient également impopulaire dans les couches populaires.

### «Madame» Louise
En 1750, à l'âge de 13 ans, Madame Louise revient avec sa sœur Madame Sophie à la cour où le roi la surnomme affectueusement « Chiffe ». Elles font connaissance avec leur mère, la reine Marie Leszczynska, freine sans influence vieillissante, pieuse, charitable et résignée, leur frère l'intelligent mais sévère dauphin Louis et leurs sœurs aînées, la douce Henriette dite Madame, l'autoritaire Madame Adélaïde et leur belle-sœur, la diplomate Marie-Josèphe de Saxe affectueusement surnommée Peppa qui met au monde son premier enfant, une fille, Marie-Zéphyrine de France.
Légèrement bossue, Madame Louise reste toujours une princesse à part, fuyant le monde, cherchant réconfort et courage dans la religion. Louis XV a plusieurs projets de mariage pour elle, notamment en 1766 avec l'empereur Joseph II du Saint-Empire, mais aucun ne voit le jour. La princesse ne soutient guère les démarches du roi et de ses diplomates, voire les contrarie en exagérant sa bosse chaque fois qu'elle croise l'un deux dans une galerie du château.
Déjà en 1748, alors que Louise, âgée de 11 ans, était encore à Fontevraud, la rumeur prétendait que son père lui destinait le prince Charles Édouard, prétendant Stuart au trône anglais. Madame Louise déclara alors :
« N'ai-je pas sujet d'être bien inquiète puisqu'on me destine un époux, moi qui n'en veux d'autre que Jésus-Christ ? »
On raconte aussi que, ne manquant pas de caractère, la princesse n'hésite pas à exagérer sa déformation physique quand elle croise un ambassadeur, afin de faire tourner court tout projet matrimonial.
De plus Madame Louise supporte mal la cour avec ses intrigues, ses jalousies et son cérémonial qui, la mettant sans cesse en représentation, est vécu comme un esclavage l'obligeant à être perpétuellement en représentation, à changer d'habit plusieurs fois par jour, à se précipiter sans courir d'un endroit à l'autre du château.

### Les deuils
Les années 1750 et 1760 sont pour la famille royale un temps de deuil. Quelques mois après le retour de Madame Louise à la cour, sa sœur Madame Henriette, la fille préférée du roi, meurt à 25 ans seulement. Malgré d'heureuses naissances puisqu'en neuf ans, la dauphine donne le jour à sept enfants dont cinq fils, l'impopularité du roi se répand dans toutes les couches de la société (on prétend même à Paris qu'il ferait partie d'un réseau de trafic d'enfants). En 1756, le roi est victime d'un attentat dont il se remet mais le régicide, jugé par le Parlement de Paris, est exécuté dans des conditions particulièrement cruelles.
En 1759, la duchesse de Parme, sœur jumelle d'Henriette, meurt à Versailles bientôt suivie par leur neveu, le duc de Bourgogne, fils aîné du dauphin en 1761, puis par leur nièce Isabelle de Parme (épouse du futur Joseph II du Saint-Empire) morte en couches à 22 ans en 1763. La même année, le traité de Paris met fin à la guerre de Sept Ans et consacre la défaite de la France face à l'Angleterre. 
Le duc de Parme meurt en juillet 1765 suivi par l'unique fils du couple royal, le dauphin Louis qui s'éteint à l'âge de 36 ans en décembre 1765, ainsi que leur grand-père maternel, l'ex-roi de Pologne au château de Lunéville en février 1766. Sa belle-sœur la dauphine Marie-Josèphe meurt en 1767. Enfin la mort de la reine Marie Leszczynska, en juin 1768 met un terme à cette série de deuils. Ces années difficiles et la confrontation avec la superficialité de la cour sont pour Madame Louise des années de mûrissement.
Quelque temps plus tard, la présentation à la cour de la comtesse du Barry, nouvelle favorite de Louis XV (qui aux yeux de la cour est de basse extraction et d'origine douteuse) pousse Madame Louise à faire officiellement part de son désir d'entrer au Carmel, un ordre cloîtré et austère où elle souhaite, loin de la cour superficielle et perverse, prier pour le salut de son père.

### Le Carmel

#### Son entrée au Carmel

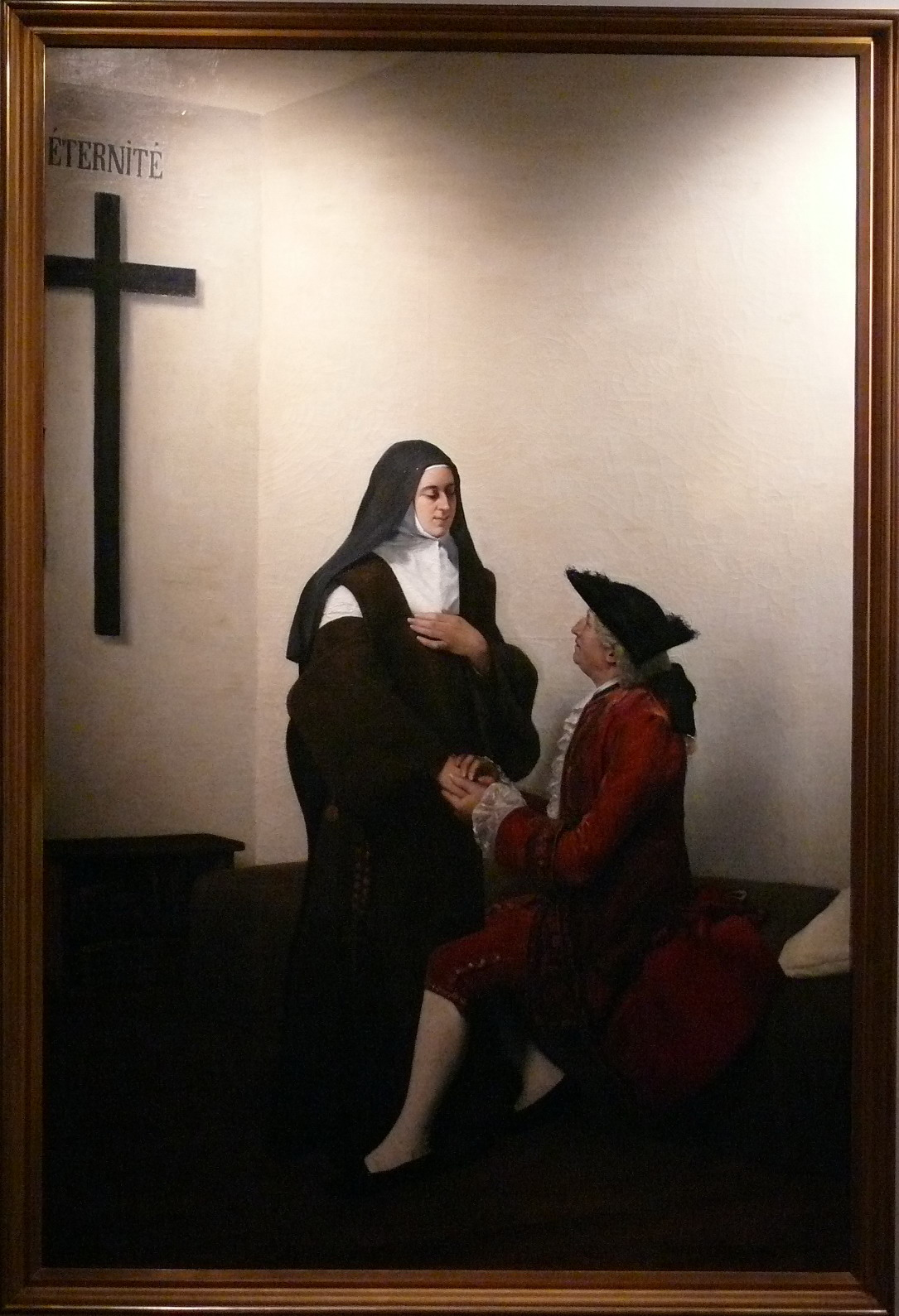
Visite de Louis XV à Madame Louise de France au carmel de Saint-Denis.
Huile de Maxime Le Boucher.

En 1764, à l'instigation du duc de Choiseul, principal ministre, les jésuites sont chassés de France au grand dam de la famille royale, proche de la compagnie.
En 1770, la cour prépare le mariage du nouveau dauphin, futur Louis XVI et de l'archiduchesse Marie Antoinette. Comme ses sœurs, Madame Louise est opposée à ce mariage négocié par le duc de Choiseul, adversaire des jésuites. A la stupéfaction générale, Louise sollicite de son père l'autorisation de se faire carmélite. Elle fait appel à Christophe de Beaumont, archevêque de Paris pour intercéder en sa faveur auprès de son père, le 30 janvier 1770. Le Roi, bien qu'affligé par cette décision, donne son accord écrit le 16 février,. En revanche, ses sœurs lui garderont rancune de ce départ.
Sa phrase : « Moi carmélite, et le roi tout à Dieu », témoigne de sa foi sincère et de sa volonté de racheter par ce sacrifice en accord avec sa vocation l'âme de son père, en vue d'expier les péchés de ce dernier.
Avant même son entrée au Carmel, elle a commencé, en cachette, à porter l'habit de religieuse au palais, et vivre, comme elle le pouvait une vie monacale.
Elle choisit d'entrer au carmel de Saint-Denis, le « plus pauvre carmel de France » où, d'après la rumeur, la règle passe pour être très rude. Ce Carmel, qui menaçait de fermer à cause de ses trop faibles moyens financiers, se trouve ainsi sauvé par l'arrivée d'une carmélite apportant une forte dot et susceptible d'attirer d'importantes oboles.
Comme nom de religion, on lui donne celui de « Thérèse de Saint-Augustin », en hommage à sainte Thérèse d'Avila, mystique et réformatrice de l'Ordre du Carmel, que Madame Louise aimait particulièrement, ainsi que pour répondre à une intention, que les carmélites de Saint-Denis s'étaient proposé, à savoir, donner le nom du supérieur du Carmel de Saint-Denis, qui était Monsieur l'abbé Augustin Bertin, à la première postulante qui entrerait sous son autorité.
Madame Louise prend l'habit le 10 octobre 1770. C'est la jeune dauphine, qui vient d'épouser le futur Louis XVI qui lui remet son voile. Elle prononce ses vœux religieux le 12 septembre 1771, et c'est une autre de ses nièces, la comtesse de Provence (épouse du futur Louis XVIII), dans une cérémonie très officielle, qui lui remet le voile noir de carmélite.

#### Missions au Carmel
À peine entrée au Carmel, elle se voit confier la charge de maîtresse des novices. Ce ne sont pas moins de 13 jeunes novices qu'elle doit diriger, guider et parfois modérer dans leur enthousiasme.
Fin 1771, elle est nommée à la charge d'économe du monastère. Elle fait effectuer plusieurs travaux qu'elle suit avec soin.
En 1779 elle fait reconstruire l'église (délabrée) par Richard Mique.

#### Prieure du couvent
Elle est élue prieure en 1773, 1776 et 1785.
Elle refuse d'user de son statut de fille de roi pour en tirer des privilèges ou intervenir auprès d'autres personnes en faisant jouer son statut. Cependant, lorsque la défense de la pureté de la foi, ou l’intérêt de l’Ordre du Carmel est en jeu, elle se démène sans compter, établissant une correspondance importante. Elle est même en contact avec Benoît Labre.
Louis XV meurt le 10 mai 1774. Son petit-fils, Louis XVI, neveu de Madame Louise, monte alors sur le trône.
Lorsque Joseph II chasse de son empire tous les religieux contemplatifs, elle organise leur arrivée en France, accueille dans son couvent les carmélites qui arrivent de leurs différents carmels, avant de leur trouver une place dans d'autres Carmels. Ainsi, en juin 1783, elle accueille 13 religieuses carmélites chassées du carmel de Bruxelles. Les religieuses s'entassent donc, durant un certain temps, à 58 dans leur carmel de Saint-Denis. Quelques années plus tard, avec la révolution, les persécutions et la fermeture des couvents, le flux de carmélites repart dans l'autre sens,.

### Son décès
Elle meurt le 23 décembre 1787 à Saint-Denis. Selon le témoignage de ses supérieurs, mentionné dans les notes du monastère de Saint-Denis, elle a été brutalement frappée par une maladie causée par un empoisonnement. Dans sa biographie écrite par une carmélite de sa communauté, il y est précisé que quelques personnes gênées depuis un certain temps par la réputation et la religion de « Madame Louise » ont voulu attenter à sa vie. Elle reçoit d'abord des lettres anonymes contenant du poison, mais une personne amie du monastère prévient à temps la prieure, qui déjoue les pièges. Les personnes voulant l'éliminer font déposer alors un paquet bien fermé et cacheté portant une inscription « Saintes reliques », en lui faisant dire qu'il vient de Rome. Ne se méfiant pas, la prieure ouvre le paquet, et y trouve « un gros paquet de cheveux tout recouverts de poudre qui n'était que du poison », poudre qu'elle respire. La carmélite qui rapporte ces faits indique que la prieure « ressentit immédiatement l'effet du poison ». Elle décède quelques jours plus tard.
D'après ses sœurs en religion, ses derniers mots sont : « Allons, hâtons-nous d'aller en paradis ! » ou « Dépêchons-nous d'aller en paradis. ». On donne aussi, par ailleurs, cette version qui proviendrait de témoignages dignes de foi (comme celui de Madame Campan, lectrice des filles de Louis XV) : « Au paradis ! Vite ! Au grand galop ! »,.
Quelques mois après sa mort, la Révolution chasse sa dynastie du trône, et persécute les religieux. En 1793 les révolutionnaires qui profanèrent les tombes des rois de France dans la basilique Saint-Denis viennent également dans le cimetière de son Carmel, situé autour du cloître, pour déterrer son corps et le jeter dans la fosse commune, avec les restes de la famille royale.

## Béatification
Le procès ordinaire a lieu de 1855 à 1867. Le pape Pie IX introduit son procès en béatification le 19 juin 1873. Cette même année il déclare Mère Thérèse de Saint-Augustin comme « Vénérable ».
Le procès (nécessaire à l'époque) de non-culte a lieu en 1885-1886. Le procès de sainteté se déroule en 1891-1892.
Le procès des vertus a lieu de 1896 à 1904. Le décret validant ces procès est publié le 28 novembre 1906.
La béatification de Mère Thérèse de Saint-Augustin est reprise à Rome le 13 décembre 1985, comme cause historique de canonisation selon la nouvelle procédure.
Une association est fondée en janvier 1986 pour soutenir cette cause de béatification.
Les décrets sur les vertus héroïques de Thérèse de Saint-Augustin ont été publiés le 18 décembre 1997. À ce jour, il ne manque qu'un miracle officiellement reconnu et attribué à Mère Thérèse de Saint-Augustin pour que l'Église la déclare officiellement « Bienheureuse ».

## Citations
- « Agréez, ô mon bien-aimé ! ô le plus aimable des Époux ! agréez ce cœur qui brûle d’être à vous. Vous avez tant de droits à sa possession ! Régnez seul, et régnez pour toujours sur mon âme et sur toutes ses facultés, sur ma volonté et sur toutes ses affections, sur mon corps et sur tous ses sens […] Que ma mémoire ne soit plus occupée que du souvenir de vos bienfaits ; que mon esprit fasse ses occupations les plus chères de la méditation de vos qualités aimables ; que mon cœur ne soit rempli que des ardeurs ineffables dont vous brûlez ici pour moi. Que tout mon corps soit purifié aux approches de votre chair adorable ; qu’il se sacrifie pour votre gloire, par le travail et l’infirmité, et que ses efforts uniques, ses vœux les plus habituels soient de vous imiter et de devenir semblable à vous. » (« Méditations eucharistiques, Entretien avec notre Seigneur au Saint-Sacrement, pour l’octave de la Fête-Dieu »)[20].
- « Tout ce qui ne vient pas de Dieu ne saurait être bon et les scrupules ne sont pas de lui. Faisons-nous non une conscience large, mais une conscience paisible. »(Mère Thérèse de Saint-Augustin, conseils à ses novices)[21].
- « Toutes mes sœurs ont plus sacrifié à Dieu que moi, car elles lui ont fait le sacrifice de leur liberté, au lieu que j’étais esclave à la Cour, et mes chaînes, pour être plus brillantes, n’en étaient pas moins des chaînes. »[22].
- « Ma fille, lorsque nous avons quelque chose de plus pénible à soutenir qu’à l’ordinaire, soit du genre de vie que nous avons embrassé, soit de l’influence des saisons, souvenons-nous de ce que Jésus-Christ a souffert pour nous ; représentons-nous ce poids immense de gloire auquel il veut nous faire participer, et dont la comparaison, avec le poids le plus lourd que nous ayons à supporter dans ce monde, est si propre à le faire disparaître. »[22].

## Postérité dans les arts

### Portraits

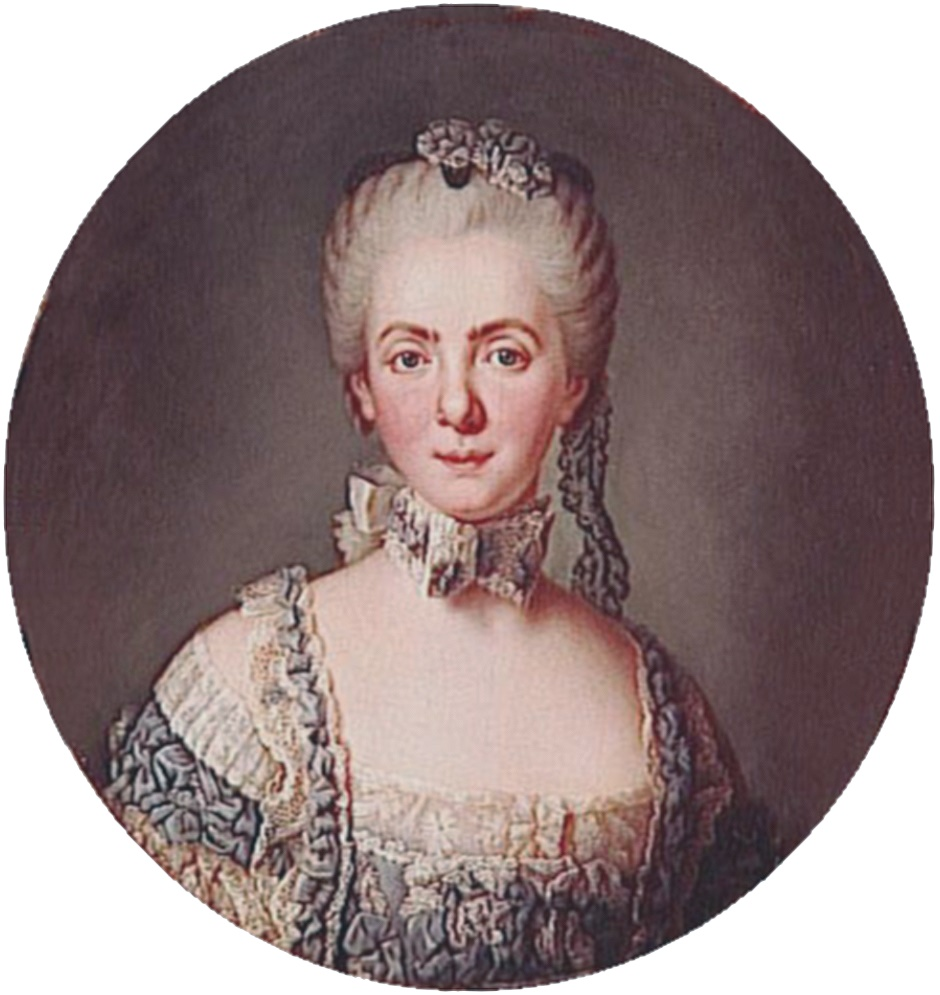
Louise-Marie de Bourbon, vers 1760.
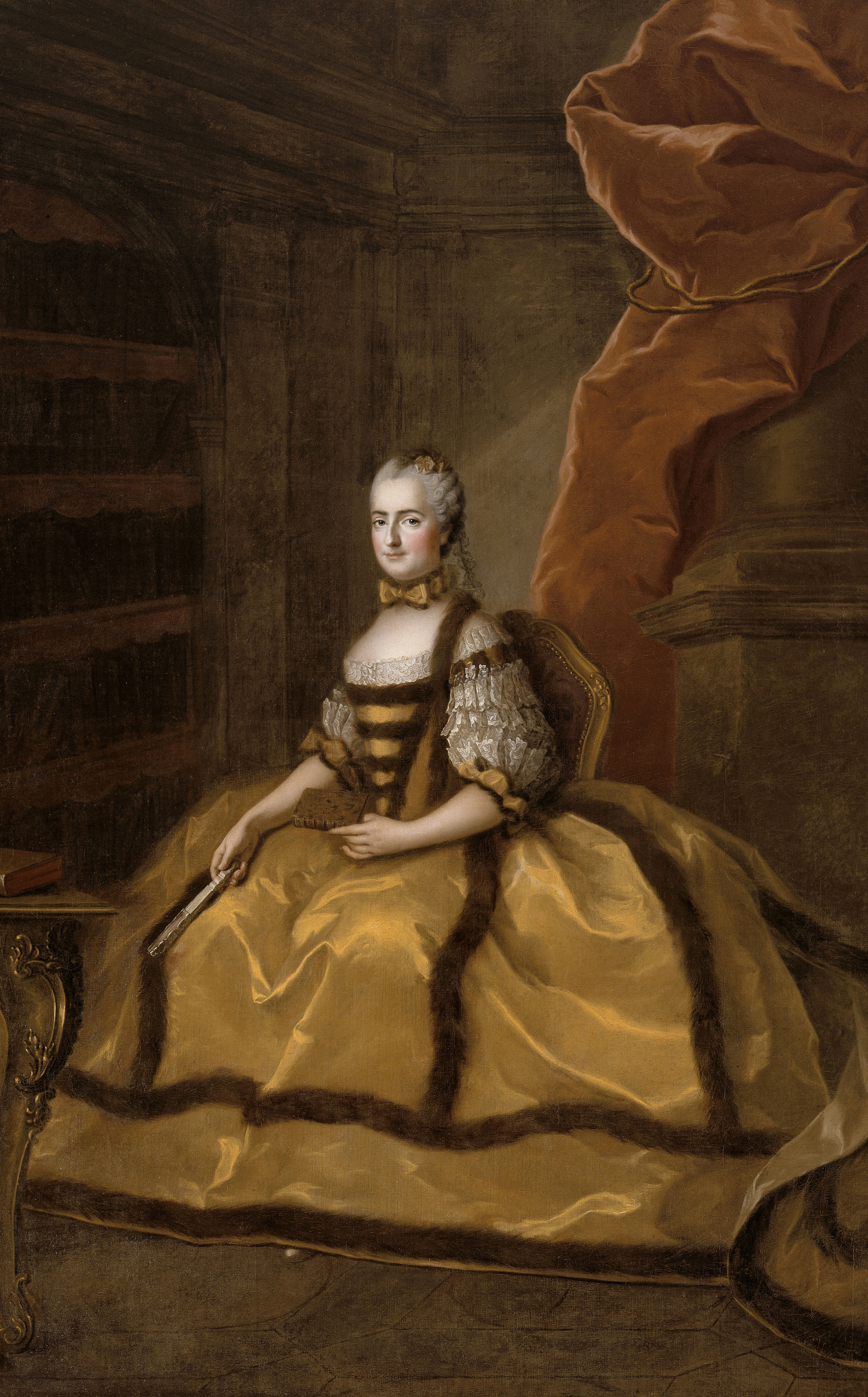
Portrait de Louise-Marie, huile sur toile, deuxième moitié du XVIIIe siècle par François-Hubert Drouais.
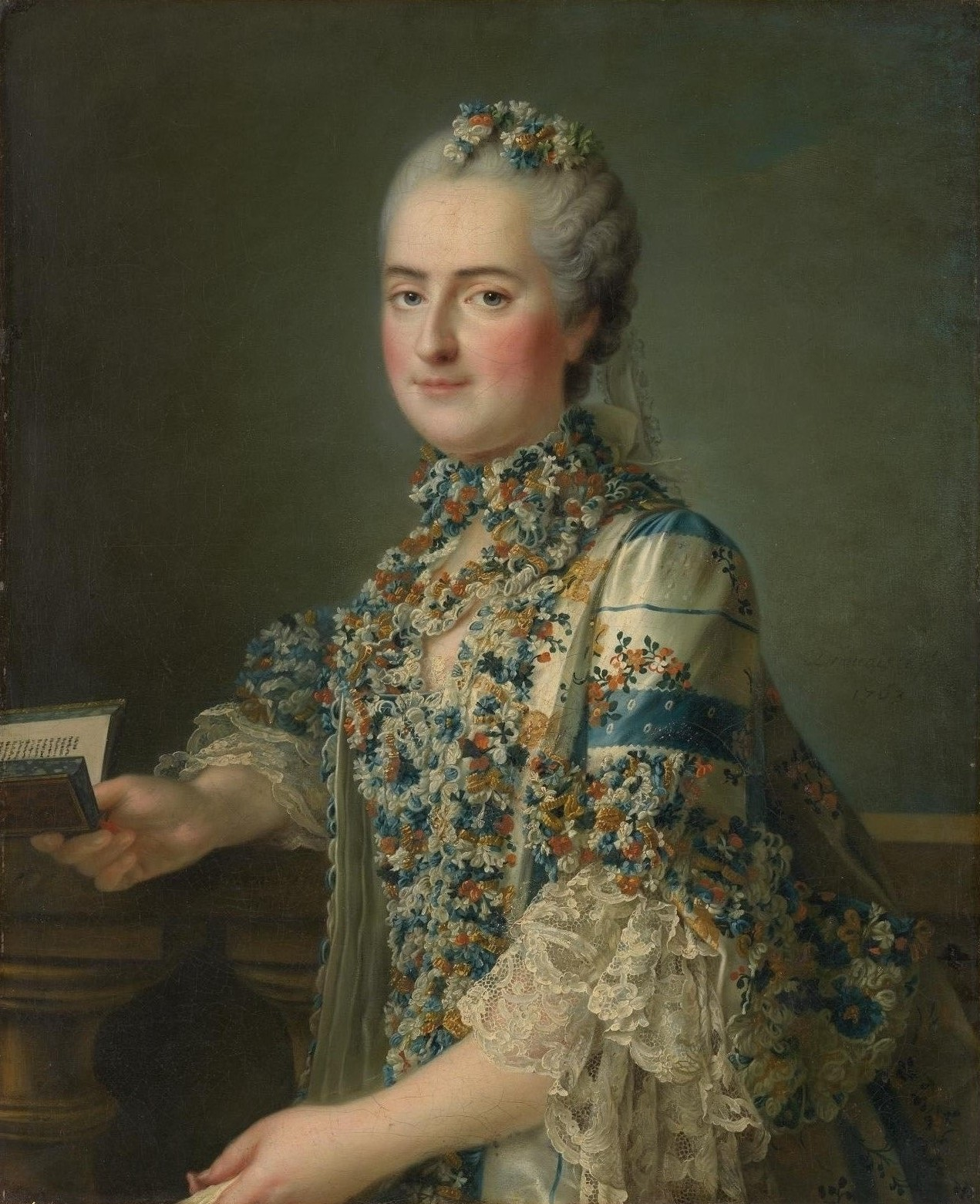
Madame Louise de France par François-Hubert Drouais (1763).
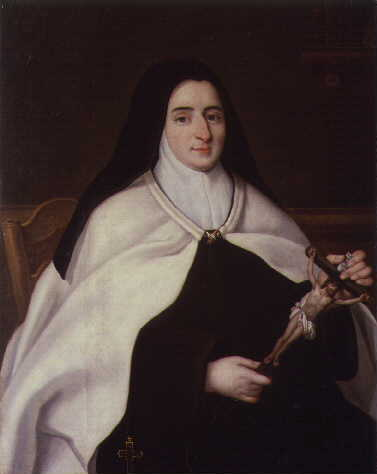
Mère Thérèse de Saint-Augustin, huile sur toile, vers 1771.
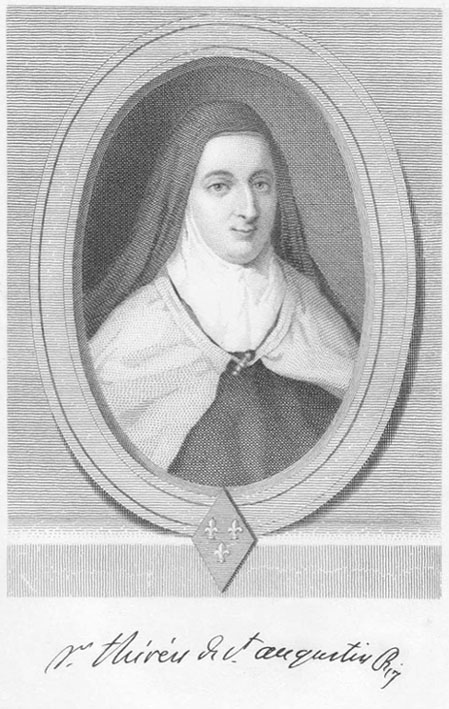
Portrait et signature de Mère Thérèse de St-Augustin, prieuré du carmel de Saint-Denis.

Voir aussi Louise de France Carmelite, portrait, anonyme, XVIIIe siècle, Musée du Louvre sur la page Les Demoiselles de Saint-Cyr illuminent les Ténèbres de Couperin.

### Chanson et poésie
Une chanson écrite au XVIIIe siècle sur Madame Louise de France (au sujet de son entrée au Carmel) a été retrouvée dans un chansonnier en 1998 à La Chapelle-d'Abondance. Si le texte de la chanson intitulée « Le vœu de Louise de France : Carmélite » est connu, la partition de la musique a été perdue.
Charlotte Reynier Bourette (dite Mme la Muse limonadière) a composé en 1771 un poème à Madame Louise de France sur sa profession de Carmélite. Cette composition nous est parvenue via la BNF([lire en ligne]).

### Roman
Madame Louise apparaît dans plusieurs romans de la série des Enquêtes de Nicolas Le Floc'h, de Jean-François Parot. C'est elle qui dévoile à Nicolas Le Floc'h une partie de ses origines liées à la famille royale.

### Filmographie
Dans la série Joseph Balsamo (1973) de André Hunebelle, son rôle est interprété par Monique Lejeune  .
Dans le film Jeanne du Barry (2023) de Maïwenn, son rôle est interprété par Capucine Valmary.